# ونسسلاو براس
ونسسلاو براس (پرتغالی: Venceslau Brás; زاده ۲۶ فوریهٔ ۱۸۶۸ – درگذشته ۱۵ مهٔ ۱۹۶۶) وکیل و سیاستمدار اهل برزیل بود.
وی از سال ۱۹۱۴ تا ۱۹۱۸ رئیس‌جمهور برزیل، از سال ۱۹۱۰ تا ۱۹۱۴ معاون رئیس‌جمهور برزیل، از سال ۱۹۰۹ تا ۱۹۱۰ فرماندار مینا ژرایس و از ۱۸۹۸ تا ۱۸۹۹ شهردار بلو هوریزونته و همچنین از سال ۱۹۰۳ تا ۱۹۰۹ عضو مجلس نمایندگان برزیل بوده است.